# سن-کریستوف-ان-بازل
سنت-کریستوف-ان-بازل (به فرانسوی: Saint-Christophe-en-Bazelle) یک کمون در فرانسه است که در اندر واقع شده‌است. سنت-کریستوف-ان-بازل ۱۳٫۹۴ کیلومتر مربع مساحت و ۳۷۸ نفر جمعیت دارد و ۱۱۱ متر بالاتر از سطح دریا واقع شده‌است.